# Смоґожево (Влоцлавський повіт)
Смоґожево (пол. Smogorzewo, нім. Morgen) — село в Польщі, у гміні Любранець Влоцлавського повіту Куявсько-Поморського воєводства.
Населення — 88 осіб (2011).
У 1975-1998 роках село належало до Влоцлавського воєводства.

## Демографія
Демографічна структура станом на 31 березня 2011 року:
|          | Загалом | Допрацездатний вік | Працездатний вік | Постпрацездатний вік |
| -------- | ------- | ------------------ | ---------------- | -------------------- |
| Чоловіки | 48      | 6                  | 35               | 7                    |
| Жінки    | 40      | 5                  | 26               | 9                    |
| Разом    | 88      | 11                 | 61               | 16                   |